# 842 Kerstin
842 Kerstin este o planetă minoră (asteroid), cu un diametru de 43,576 km, din centura de asteroizi. A fost descoperită pe 1 octombrie 1916 la Observatorul Königstuhl de Max Wolf. 
Obiectul prezintă o orbită caracterizată de o semiaxă mare de 3,2406015066956 UAi, o excentricitate de 0,11582764326177, o înclinație de 14,596 ° în raport cu ecliptica.